# Pilocrocis janinalis
Pilocrocis janinalis là một loài bướm đêm trong họ Crambidae.